# Колиндянська сільська територіальна громада

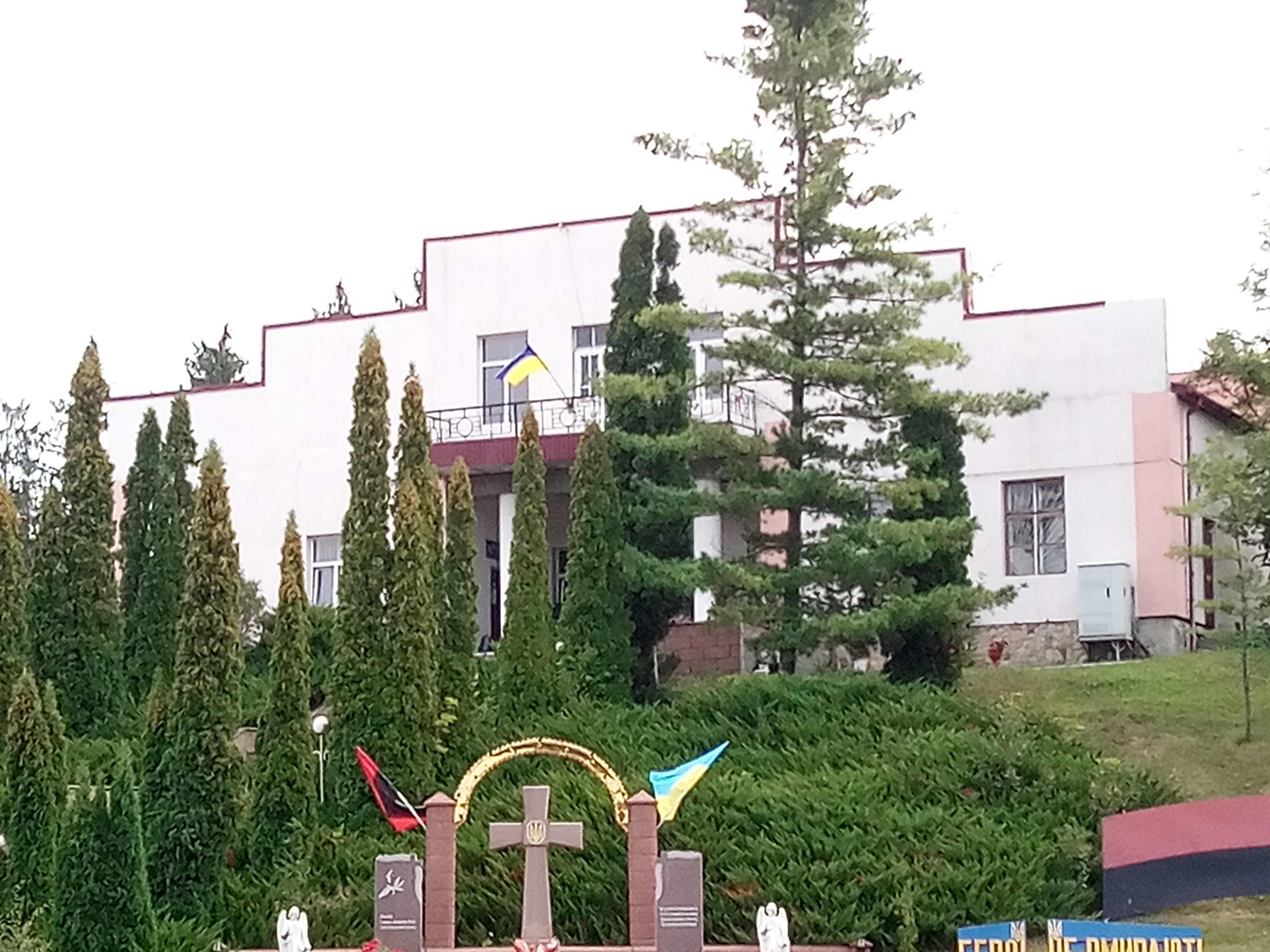
Колиндянська сільська громада

Колиндянська сільська громада — територіальна громада в Україні, у Чортківському районі Тернопільської области. Адміністративний центр — с. Колиндяни.
Площа громади — 156,7 км², населення — 6694 осіб (2020).

## Історія
Утворена 29 липня 2015 року шляхом об'єднання Колиндянської, Великочорнокінецької, Давидківської, Малочорнокінецької, Тарнавської, Чорнокінецько-Волянської сільських рад Чортківського району.
У 2016 році громада отримала 4,1 млн грн. субвенції з державного бюджету.
10 грудня 2020 року до складу громади увійшла Пробіжнянська та Товстеньківська сільські ради Чортківського району.

## Населені пункти
У складі громади 8 сіл:
- Великі Чорнокінці
- Давидківці
- Колиндяни
- Малі Чорнокінці
- Пробіжна
- Тарнавка
- Товстеньке
- Чорнокінецька Воля